# Here Come the Warm Jets
Here Come the Warm Jets är ett musikalbum av Brian Eno som lanserades i januari 1974 på Island Records. Det var också en av hans kommersiellt mest framgångsrika skivor. Det var Enos första soloalbum efter att ha lämnat Roxy Music, men flera av medlemmarna i gruppen medverkar på denna skiva. Även gitarristen Robert Fripp från King Crimson medverkar på några spår. Musiken på skivan kan beskrivas som en korsning mellan glamrock och artrock. Here Come the Warm Jets blev listad som #436 på magasinet Rolling Stones lista The 500 Greatest Albums of All Time.

## Låtlista
1. "Needles in the Camel's Eye" (Brian Eno/Phil Manzanera) – 3:11
2. "The Paw Paw Negro Blowtorch" – 3:04
3. "Baby's on Fire" – 5:19
4. "Cindy Tells Me" (Brian Eno/Phil Manzanera) – 3:25
5. "Driving Me Backwards" – 5:12
6. "On Some Faraway Beach" – 4:36
7. "Blank Frank" (Brian Eno/Robert Fripp) – 3:37
8. "Dead Finks Don't Talk" (Brian Eno, arr. Paul Thompson, Busta Jones, Nick Judd, Eno) – 4:19
9. "Some of Them Are Old" – 5:11
10. "Here Come the Warm Jets" – 4:04

- Alla låtar skrivna av Brian Eno där inget annat anges.

## Medverkande
Musiker
- Brian Eno – sång, keyboard, gitarr, synthesizer
- Chris "Ace" Spedding – gitarr (spår 1 och 2)
- Phil Manzanera – gitarr (spår 1, 2 och 4)
- Simon King – percussion (spår 1, 3, 5 – 7 och 10)
- Bill MacCormick – basgitarr (spår 1 och 7)
- Marty Simon – percussion (spår 2, 3 och 4)
- Busta Jones – basgitarr (spår 2, 4, 6 och 8)
- Robert Fripp – gitarr (spår 3, 5, och 7)
- Paul Rudolph – gitarr (spår 3 och 10), basgitarr (spår 3, 5 och 10)
- John Wetton – basgitarr (spår 3 och 5)
- Nick Judd – keyboard (spår 4 och 8)
- Andy Mackay – keyboard (spår 6 och 9), saxofon (spår 9)
- Sweetfeed – bakgrundssång (spår 6 och 7)
- Nick Kool & the Koolaids – keyboard (spår 7, pseudonym för Eno)
- Paul Thompson – percussion (spår 8)
- Lloyd Watson – slidegitarr (spår 9)
- Chris Thomas – basgitarr (spår 2)

Produktion
- Brian Eno – musikproducent, ljudmix
- Chris Thomas – ljudmix
- Derek Chandler – ljudtekniker
- Denny Bridges, Phil Chapman, Paul Hardiman – ljudmix
- Arun Chakraverty – mastering

## Listplaceringar
- Billboard 200, USA: #151[1]
- UK Albums Chart, Storbritannien: #26[2]